# Ordinul doric

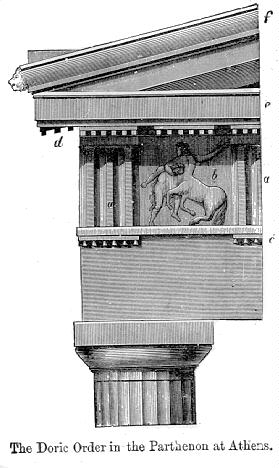
Ordinul doric al Partenonului. Triglifele sunt marcate cu „a”, metopele cu „b”, iar gutele cu „c”

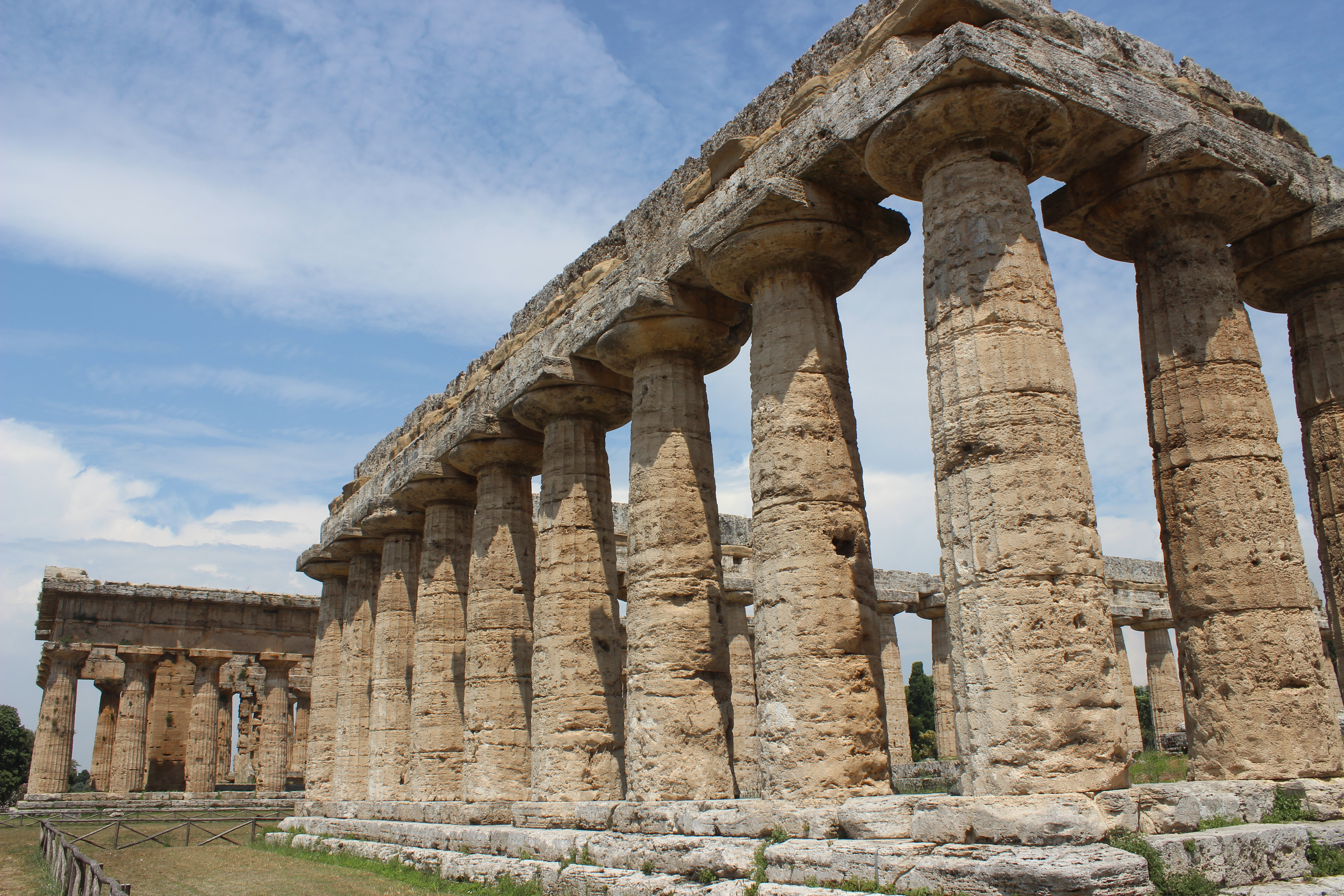
Două temple dorice grecești arhaice în Paestum (Italia), cu capiteluri mult mai lungi decât cele de mai târziu

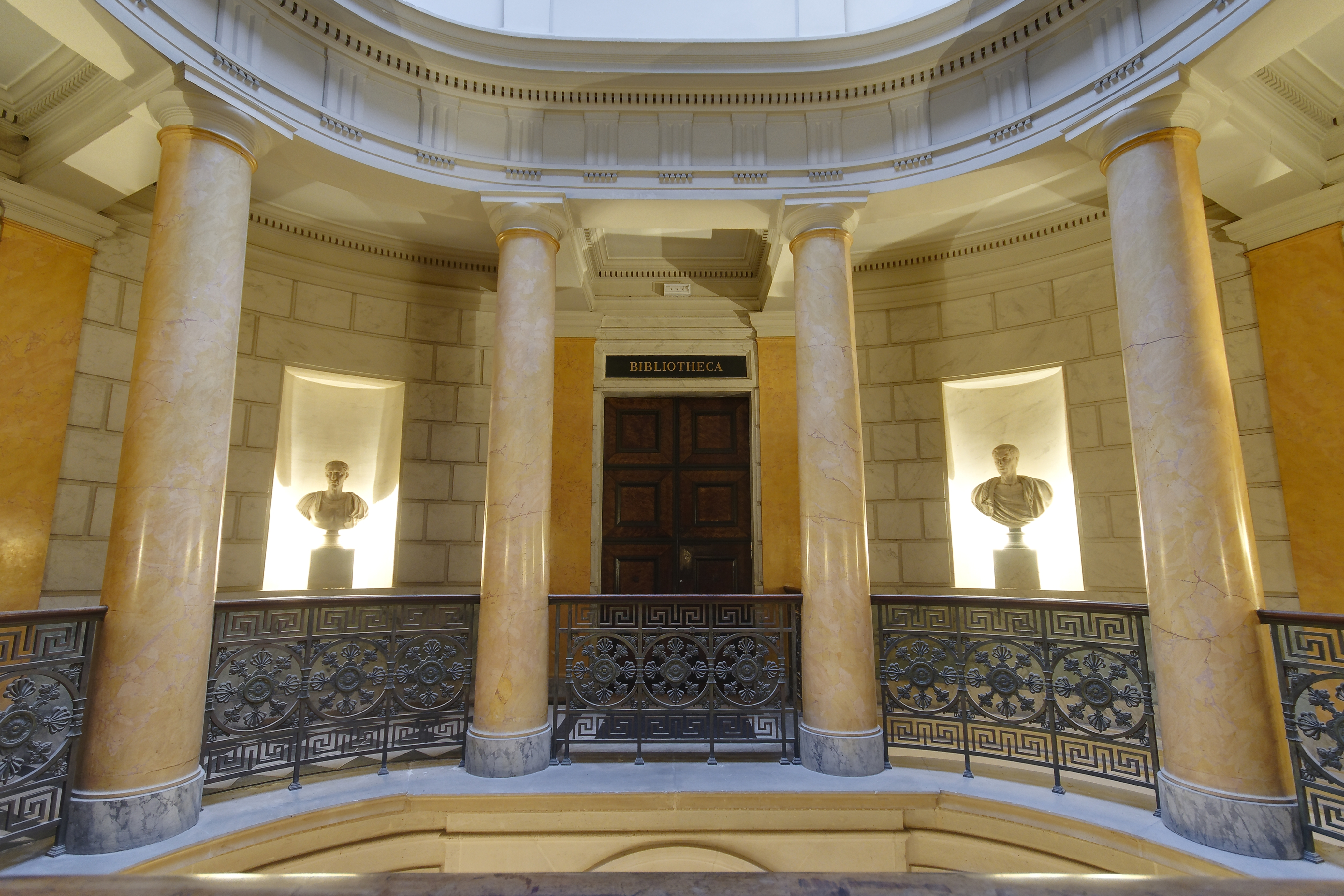
Intrarea de la Bibliothèque Mazarine (Paris), cu patru coloane dorice în poza asta

Ordinul doric e unul dintre cele trei ordine ale arhitecturii grecești antice și mai târziu romane; celelalte două ordine canonice fiind cel ionic și cel corintic. Ordinul doric este cel mai ușor recunoscut prin capitelurile simple circulare din partea de sus a coloanelor. Originar din regiunea Dorică de vest a Greciei, este cel mai vechi și, în esență, cel mai simplu dintre ordine, chiar dacă are încă detalii complexe în antablamentul de mai sus.
Coloanele dorice grecești au caneluri sau o suprafață netedă, și nicio bază, căzând drept în stilobatul sau platforma pe care se afla templul sau altă clădire. Capitelul are o formă simplă circulară, sub o pernă pătrată care e foarte mare în versiunile timpurii, dar mai târziu mai restrânsă. Deasupra unei arhitrave simple, complexitatea vine în friză, unde cele două trăsături inițial unice ale ordinului doric, trigliful și gutele, care amintesc de grinzile construcțiilor din lemn care au precedat templele dorice din piatră. În piatră sunt pur ornamentale. Ordinul doric roman relativul neobișnuit și cel renascentist le-au păstrat și adesea au introdus straturi subțiri sau ornamente suplimentare, precum și de multe ori folosind coloane simple. Mai des, au folosit versiuni ale ordinului toscan, elaborate din motive naționaliste de scriitori renascentiști italieni, care este de fapt un doric simplificat, cu coloane necanelate și un antablament mai simplu, fără triglife sau gute. Ordinul doric a fost folosit mult în arhitectura neogreacă începând cu secolul al XVIII-lea, des fiind folosite versiuni grecești anterioare, cu coloane mai largi și fără baze.
Arhitectul antic și istoricul în arhitectură Vitruvius asociază ordinul doric cu proporțiile masculine (cel ionic reprezentând feminitate). De asemenea, este în mod normal cel mai ieftin de folosit dintre ordine. Când cele trei ordine sunt suprapuse, de obicei cel doric e în partea de jos, cu cel ionic și apoi cel corintic mai sus, iar ordinul doric, fiind „cel mai puternic”, este adesea folosit la parter, sub un alt etaj al unui alt ordin de mai sus.

## Istorie

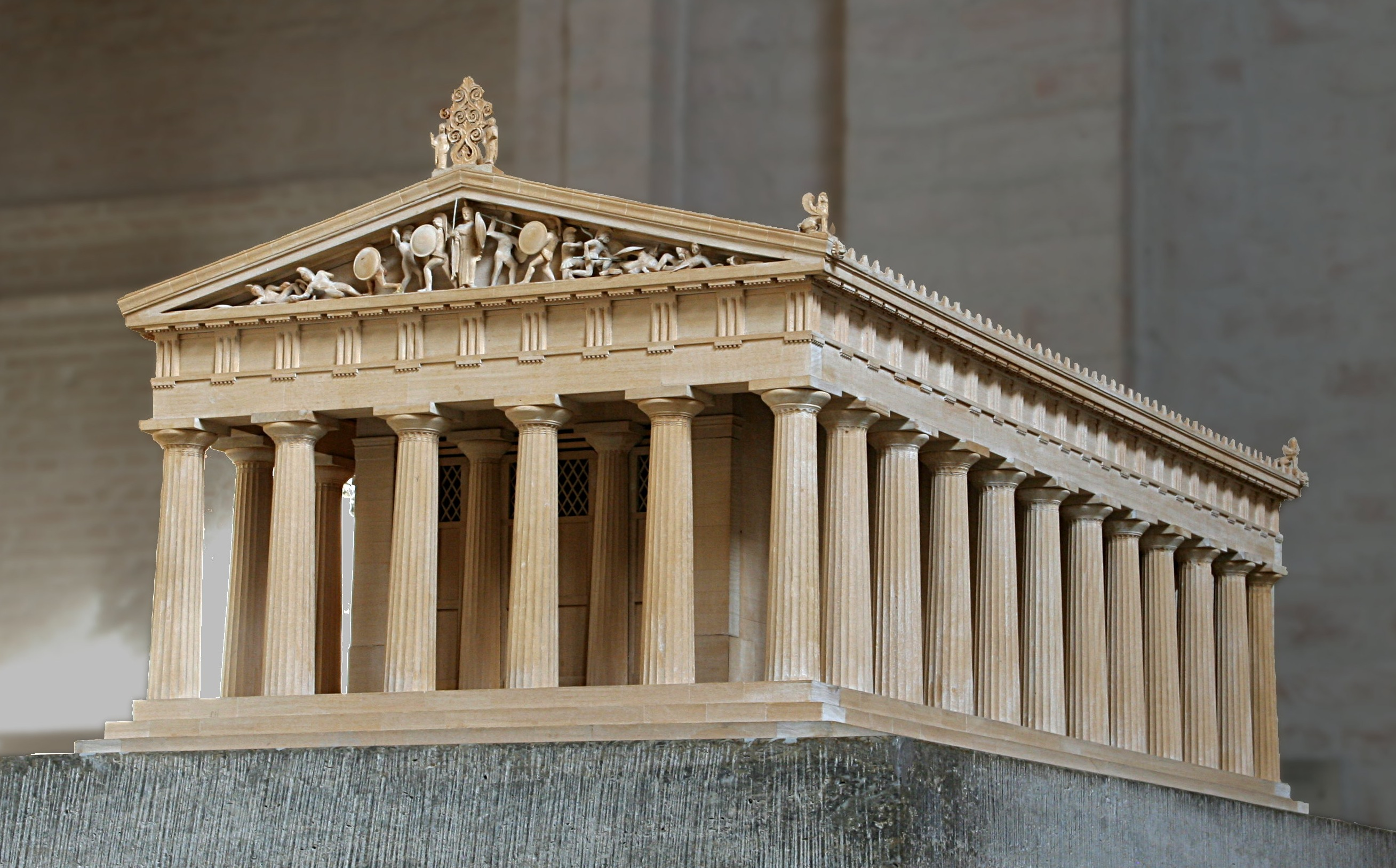
Macheta unui templu doric tipic, cel reprezentat fiind unul din Eghina, expusă în Gliptoteca din München (Germania)

### Grecia Antică
În versiunea lor greacă originală, coloane dorice stăteau direct pe trotuarul plat (stilobatul) unui templu fără bază. Cu o înălțime de doar patru până la opt ori diametrul lor, coloanele erau cele mai ghemuite dintre toate ordinele clasice; axii lor verticali erau canelați cu 20 de caneluri concave paralele; și erau înconjurate de un capitel neted care a scăpat din coloană ca să întâlnească o abacă pătrată la intersecția cu grinda orizontală (arhitrava) pe care o purtau. Partenonul are coloane dorice. A fost cel mai popular în Perioada Arhaică (750–480 î.Hr.) în Grecia continentală și în Magna Graecia (sudul Italiei), așa cum sunt cele trei temple de la Paestum. Acestea sunt într-o versiune arhaică a ordinului, unde capitelurile se măresc din coloană în comparație cu formele clasice ulterioare, așa cum este exemplificat în Partenon.
Caracteristicile pronunțate ale versiunilor grecești și romane ale ordinului doric sunt trigifele și metopele alternante. Triglifele sunt canelate decorativ cu două caneluri verticale („tri-glif”) și reprezintă grinzile de la capăt, originale din lemn, care se sprijină pe arhitrava simplă care ocupă jumătatea inferioară a antablamentului. Sub fiecare triglif sunt „gute” (la propriu: picături). De asemenea, au servit pentru „organizarea” scurgerii apei de ploaie de sus. Spațiile dintre trigife sunt „metopele”. Acestea pot să fie lăsate simple sau pot să fie sculptate cu basoreliefuri.

#### Templele
Există multe teorii care încearcă să explice originea ordinului doric în temple. Se crede că termenul doric provine de la triburile doriene grecești. O teorie susție că ordinul doric este rezultatul prototipurilor din lemn timpurii ale templelor anterioare. Fără nicio dovadă clară și apariția bruscă a templelor din piatră dintr-o perioadă după alta, ideea asta devine în mare parte speculativă. O altă teorie este că ordinul doric e inspirat de la arhitectura Egiptului. Având în vedere că grecii erau prezenți în Egiptul Antic încă din secolul al VII-lea î.Hr., este posibil ca negustorii greci să fie inspirați de structurile pe care le-au văzut în ceea ce ar considera țări străine. În cele din urmă, o altă teorie afirmă că inspirația pentru ordin a venit din Micene. La ruinele civilizației ăsteia se află o arhitectură foarte asemănătoare cu ordinul doric. Este și în Grecia, ceea ce ar face-o foarte accesibilă.
Unele dintre primele exemple ale ordinului doric provin din secolul al VII-lea î.Hr. Ele includ Templul lui Apollo din Corint și Templul lui Zeus din Nemea. Alte exemple ale ordinului doric includ templele secolului al VI-lea î.Hr. de la Paestum, în sudul Italiei, o regiune numită Magna Graecia, care a fost stabilită de coloniști greci. Comparativ cu versiunile ulterioare, coloanele sunt mult mai masive, cu un entasis puternică sau umflătură și cu capiteluri mai largi.
Templul Delianilor este un templu doric „peripteral”, cel mai mare dintre trei dedicat lui Apollo pe insula Delos. A fost început în 478 î.Hr. și nu a fost niciodată terminat complet.
Un alt exemplu de templu doric grecesc este Templul lui Hefaistos din Atena, construit în jurul anului 447 î.Hr.. Partenonul contemporan, cel mai mare templu din Atena clasică, e și el doric, chiar dacă cantitatea mare de sculpturi e mai familiară ordinului ionic: grecii nu au fost niciodată la fel de doctrinari în folosirea vocabularului clasic ca teoreticienii renascentiști sau arhitecții neoclasici. Detaliul, care face parte din vocabularul de bază al arhitecților instruiți din secolul al XVIII-lea, arată cum lățimea metopelor era flexibilă: aici poartă celebrele sculpturi, inclusiv bătălia dintre Lapiti și Centauri.

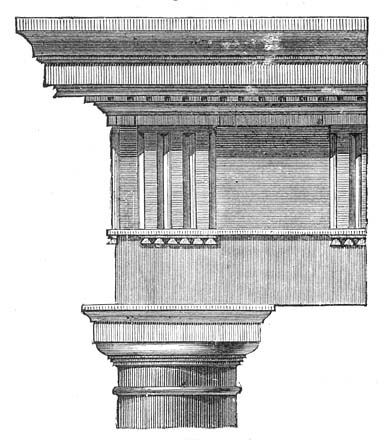
Ordinul doric roman al Teatrului lui Marcelus

### Imperiul Roman
În versiunea dorică romană, înălțimea antablamentului a fost redusă. Trigliful final este centrat peste coloană, mai degrabă decât ocupând colțul arhitravei. Coloanele sunt puțin mai puțin robuste în proporțiile lor. Coloanele dorice romane au, de asemenea, mulaje la bazele lor și se sprijină pe plăcuțe mici pătrate sau sunt chiar ridicate pe piedestale. În modul doric roman, coloanele nu sunt invariabil canelate. Deoarece romanii nu au insistat pe un colț acoperit de triglife, acum atât coloane cât și trigifele puteau să fie aranjate din nou echidistant și centrate împreună. Colțul arhitravei trebuia lăsat „gol”, care este uneori menționat ca o jumătate, sau demi-, metopă.
Arhitectul roman Vitruvius, urmând practica contemporană, a prezentat în tratatul său procedura de realizare a construcțiilor bazate pe un modul, pe care a considerat-o că are o jumătate de diametru de coloană, luat la bază. Potrivit lui Vitruvius, înălțimea coloanelor dorice este de șase sau șapte ori mai mare decât diametrul de la bază. Acest lucru oferă coloanelor dorice un aspect mai scurt, mai gros decât coloanele ionice, care au proporții de 8:1. Se sugerează proporțiile astea le dau coloanelor dorice un aspect masculin, în timp ce coloanele ionice mai subțiri par să aibă un aspect mai feminin. Sentimentul ăsta de masculinitate și feminitate a fost des folosit pentru a determina ce tip de coloană e folosit pentru o anumită structură.
Cea mai influentă, și poate cea mai timpurie, folosire a ordinului doricului în arhitectura renascentistă a fost în circularul Tempietto al lui Donato Bramante (1502 sau mai târziu), în curtea bisericii San Pietro din Montorio (Roma).

#### Grafică cu formele antice

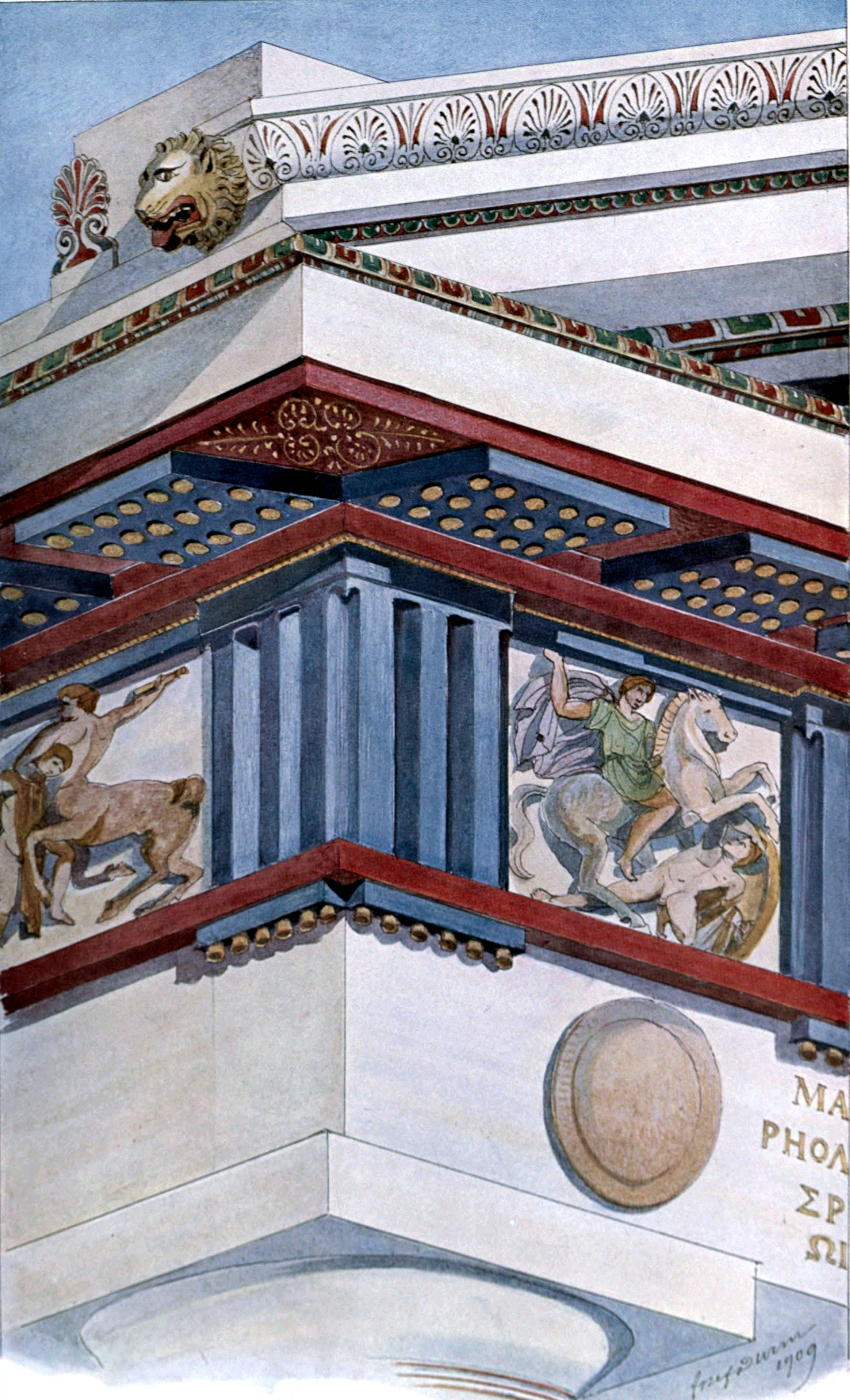
Policromia dorică originală
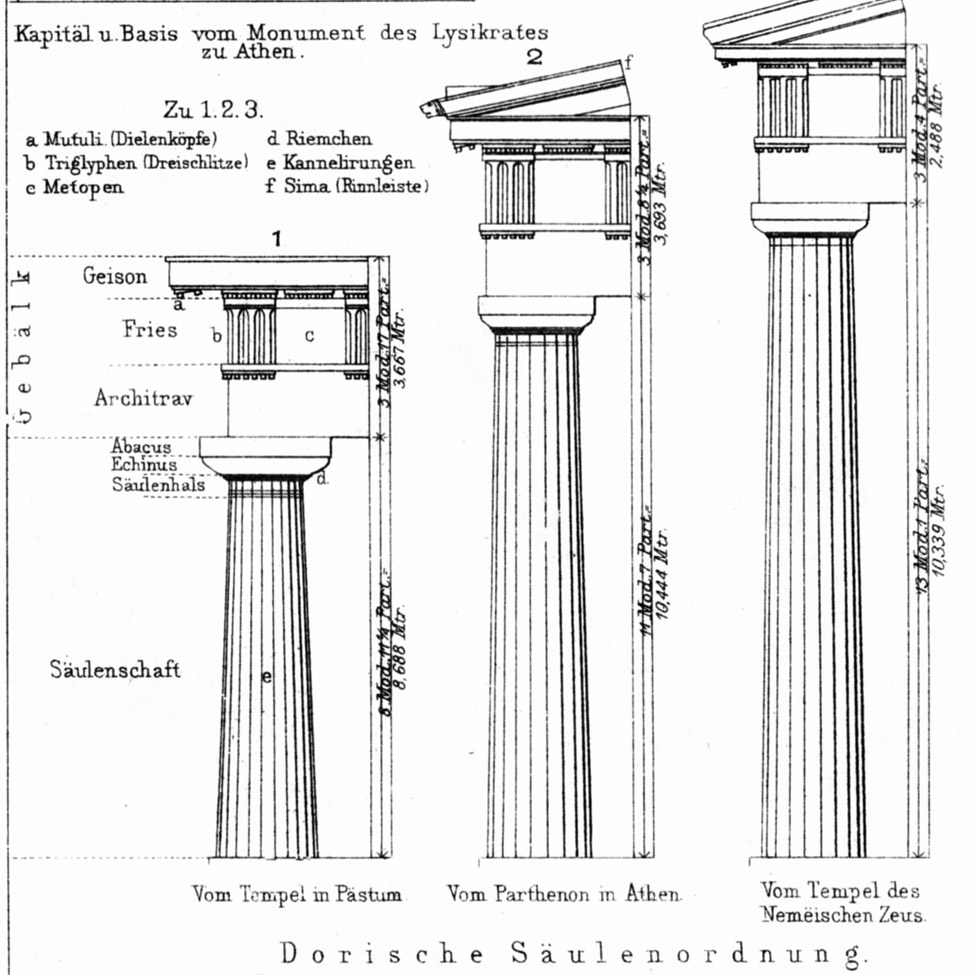
Trei coloane dorice grecești
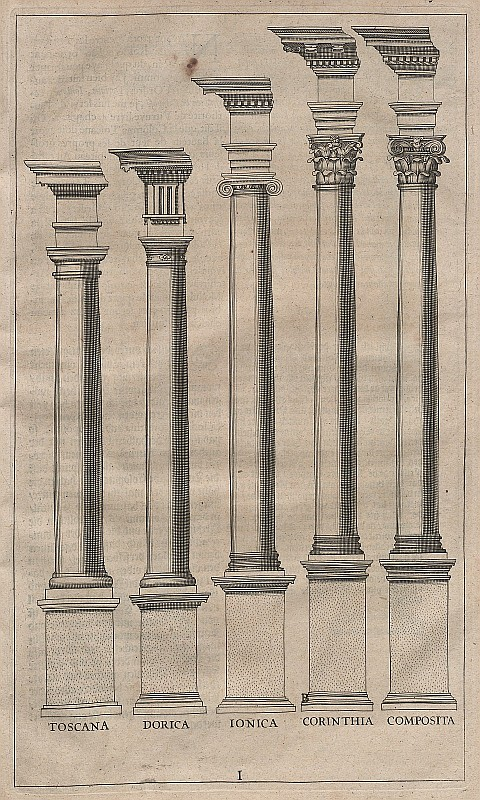
Cele Cinci Ordine ilustrate de Vignola, 1640

### Perioada modernă

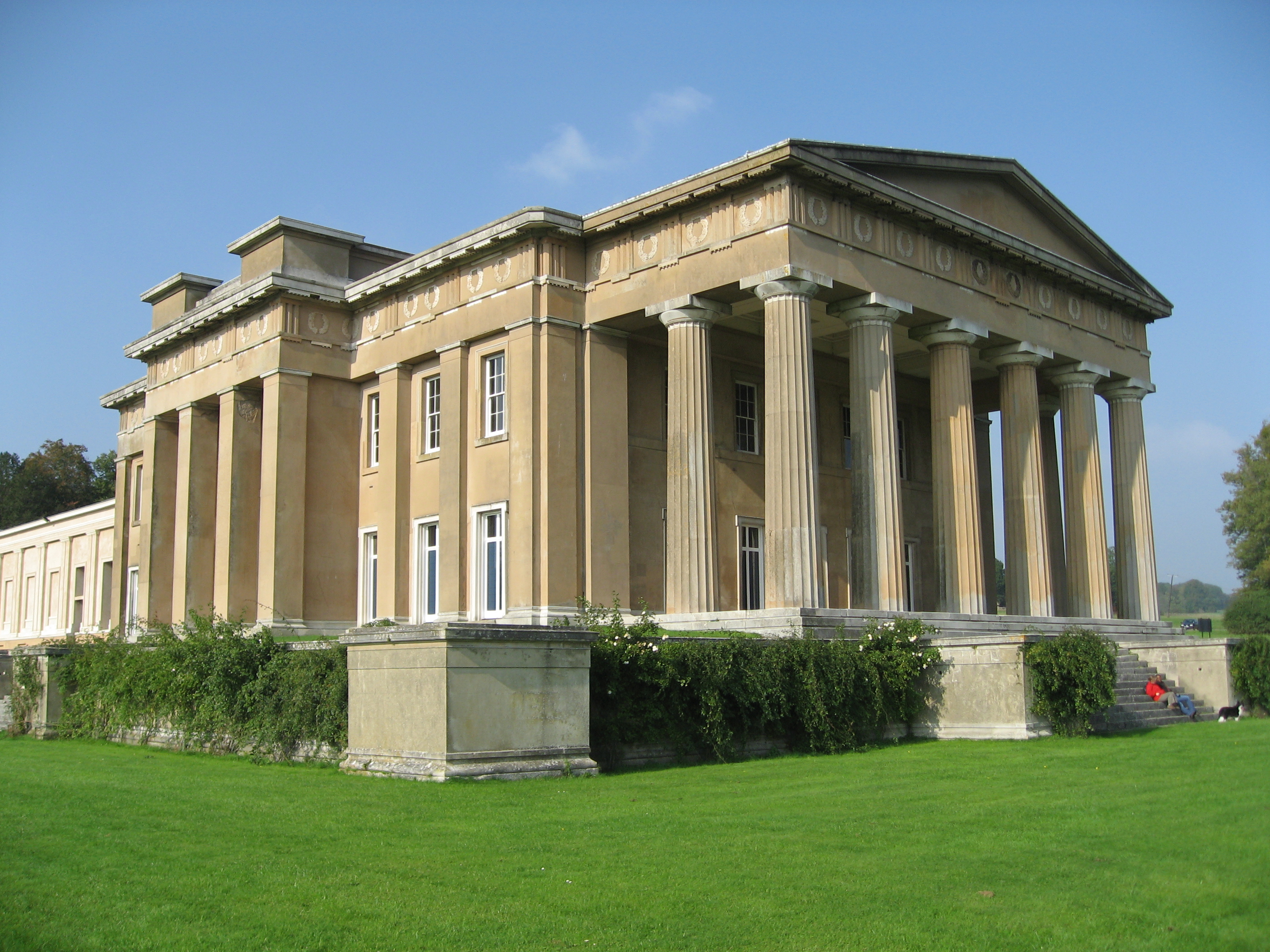
The Grange (în apropiere de Northington, în Anglia), 1804, prima casă a Europei proiectată cu toate detaliile exterioare ale unui temple grecesc

Înaintea dezvoltării arhitecturii neogrecești, inițial în Anglia, în secolul al XVIII-lea, ordinul doric grecesc sau cel roman nu erau prea folosite, ordinul toscan fiind popular, în special la clădirile mai puțin formale. A fost folosit uneori în contexte militare, de exemplu la Spitalul Regal din Chelsea. Primele ilustrații gravate ale ordinului doric grecesc datează de la mijlocul secolului al XVIII-lea. Apariția sa în noua fază a clasicismului a adus cu el noi conotații de simplitate primitivă, seriozitate a scopului, și sobrietate nobilă.
În Germania, a sugerat un contrast cu francezii și în Statele Unite cu virtuțile republicane. Într-o casă vamală, doricul grecesc sugera incoruptibilitatea; într-o biserică protestantă, un pridvor doric grecesc inspora întoarcerea la o biserică timpurie neatinsă; era la fel de potrivit pentru o bibliotecă, o bancă sau o utilitate publică de încredere. Doricul reînviat nu s-a întors în Sicilia până în 1789, când un arhitect francez care cercetează templele grecești antice a proiectat o intrare în Grădinile Botanice din Palermo.

## Exemple
Arhaice din Grecia Antică
- Templul lui Artemis din Corfu, cel mai vechi templu doric cunoscut
- Templul Herei din Olympia
- Templul lui Apollo din Delphi
- Cele trei temple de la Paestum (Italia)
- Valle dei Templi din Agrigento

Clasice din Grecia Antică
- Templul lui Zeus din Olympia
- Templul lui Hefaistos
- Bassae, Templul lui Apollo
- Partenonul din Atena, cea mai cunsocută clădire dorică
- Templul lui Poseidon din Sounio

Renascentiste și baroce
- Tempietto-ul lui Donato Bramante, care e în curtea bisericii San Pietro din Montorio (Roma)
- Palatul lui Carol al V-lea din Granada, 1527
- Bazilica Paladiană din Vicenza, de Andrea Palladio
- Catedrala din Valladolid, de Juan de Herrera, începută în 1589

Neoclasice și neogrecești
- Poarta Brandenburg din Berlin, 1788
- The Grange din Northington (Regatul Unit), 1804
- Neue Wache din Berlin, 1816
- Walhalla din Regensburg (Bavaria), 1842
- Propylea din München (Germania), 1854

## Galerie

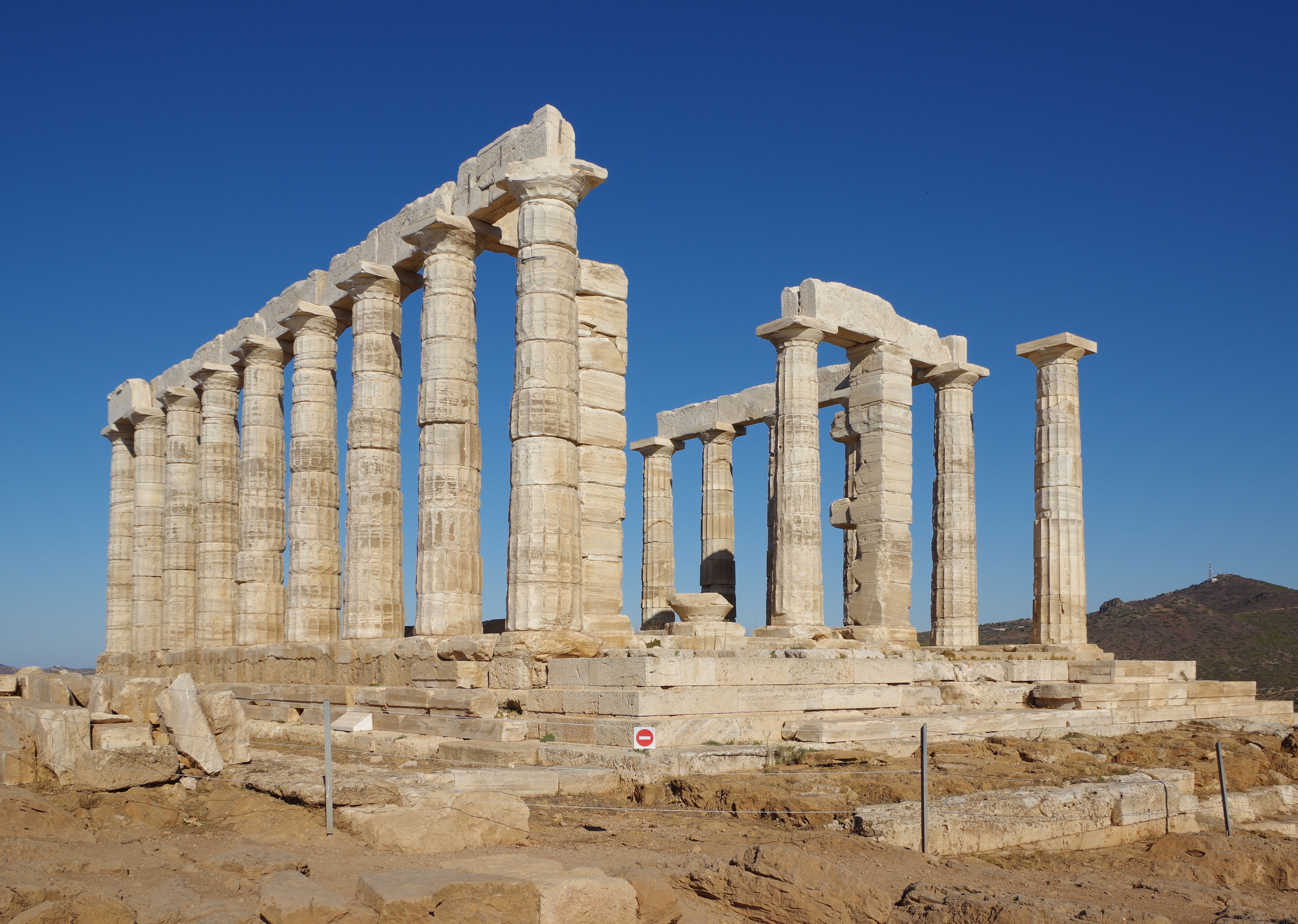
Ruinele Templului lui Poseidon din Sounio (Grecia), 444–440 î.Hr.
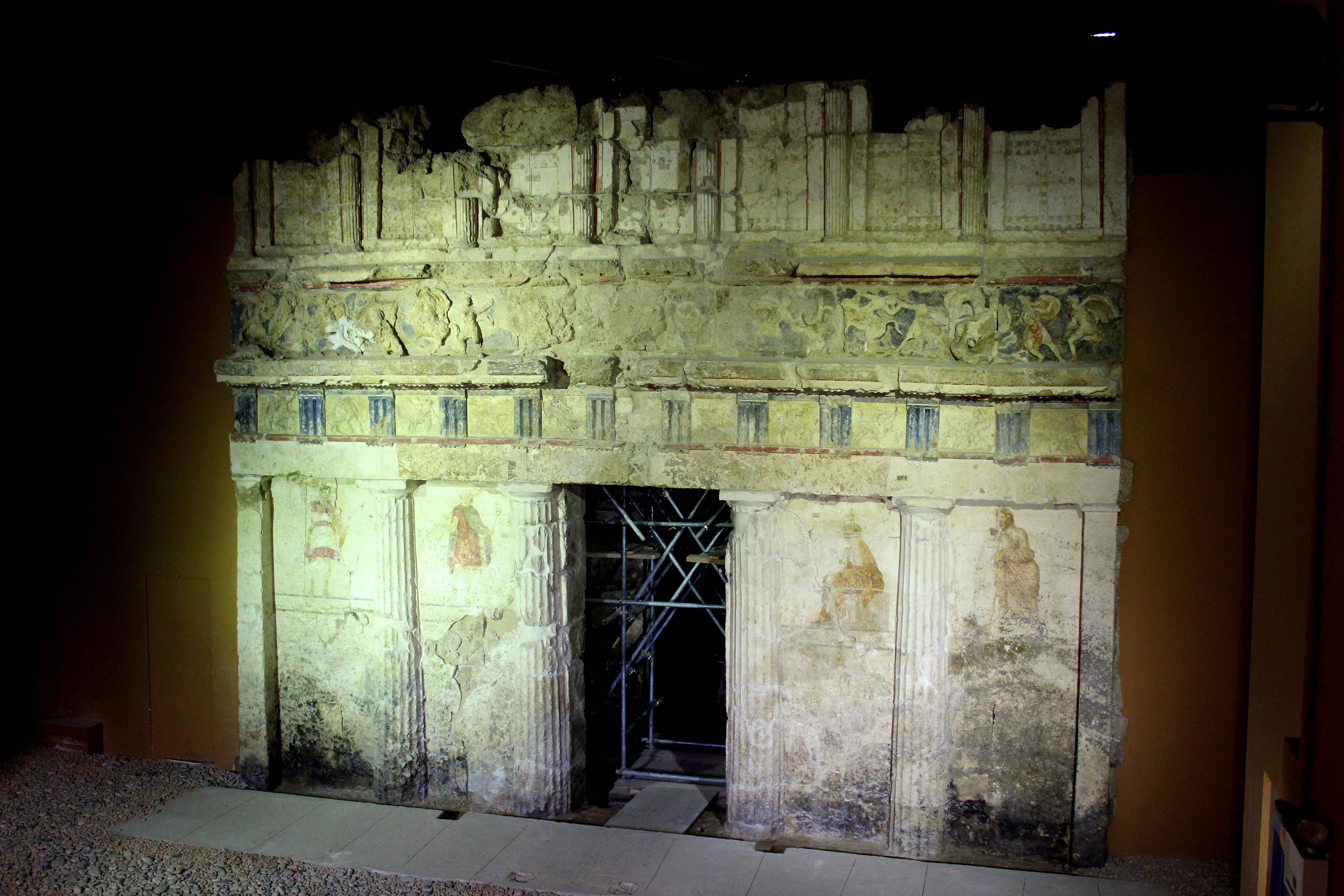
Exteriorul Marelui Mormânt din Lefkadia, circa 300 î.Hr.
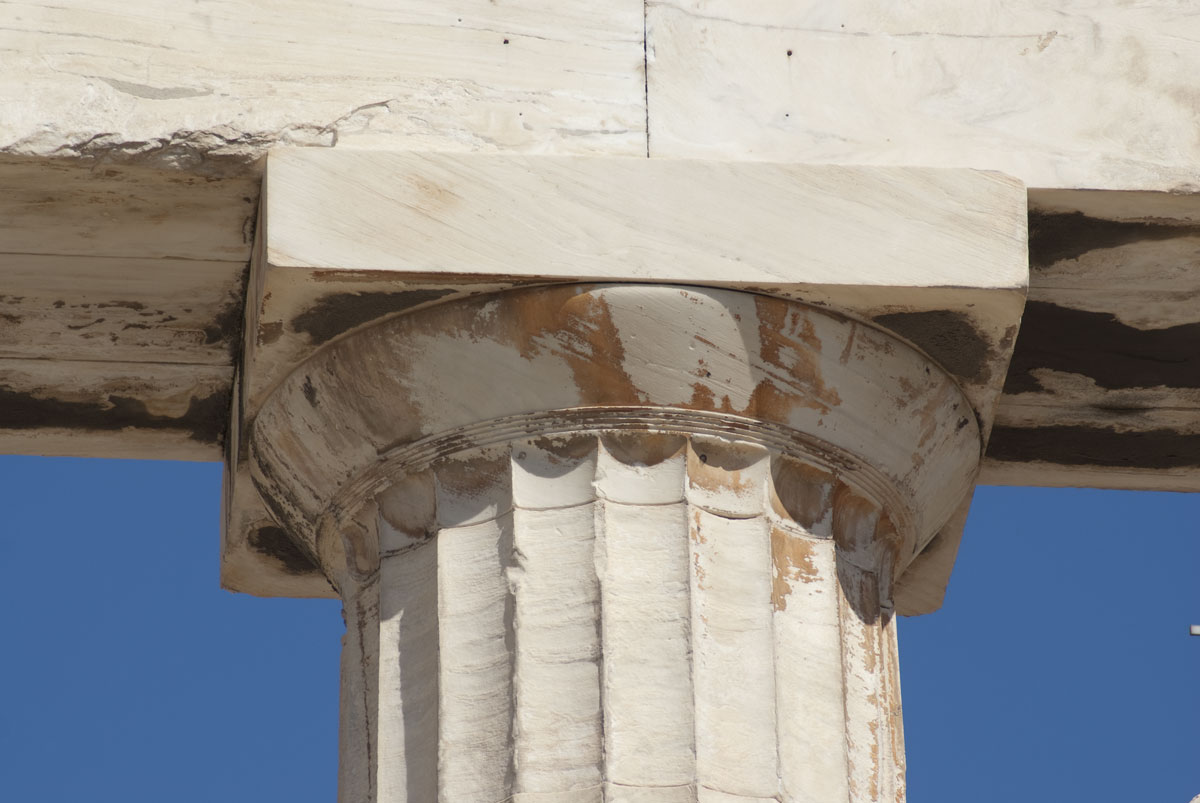
Capitel al Partenonului din Atena
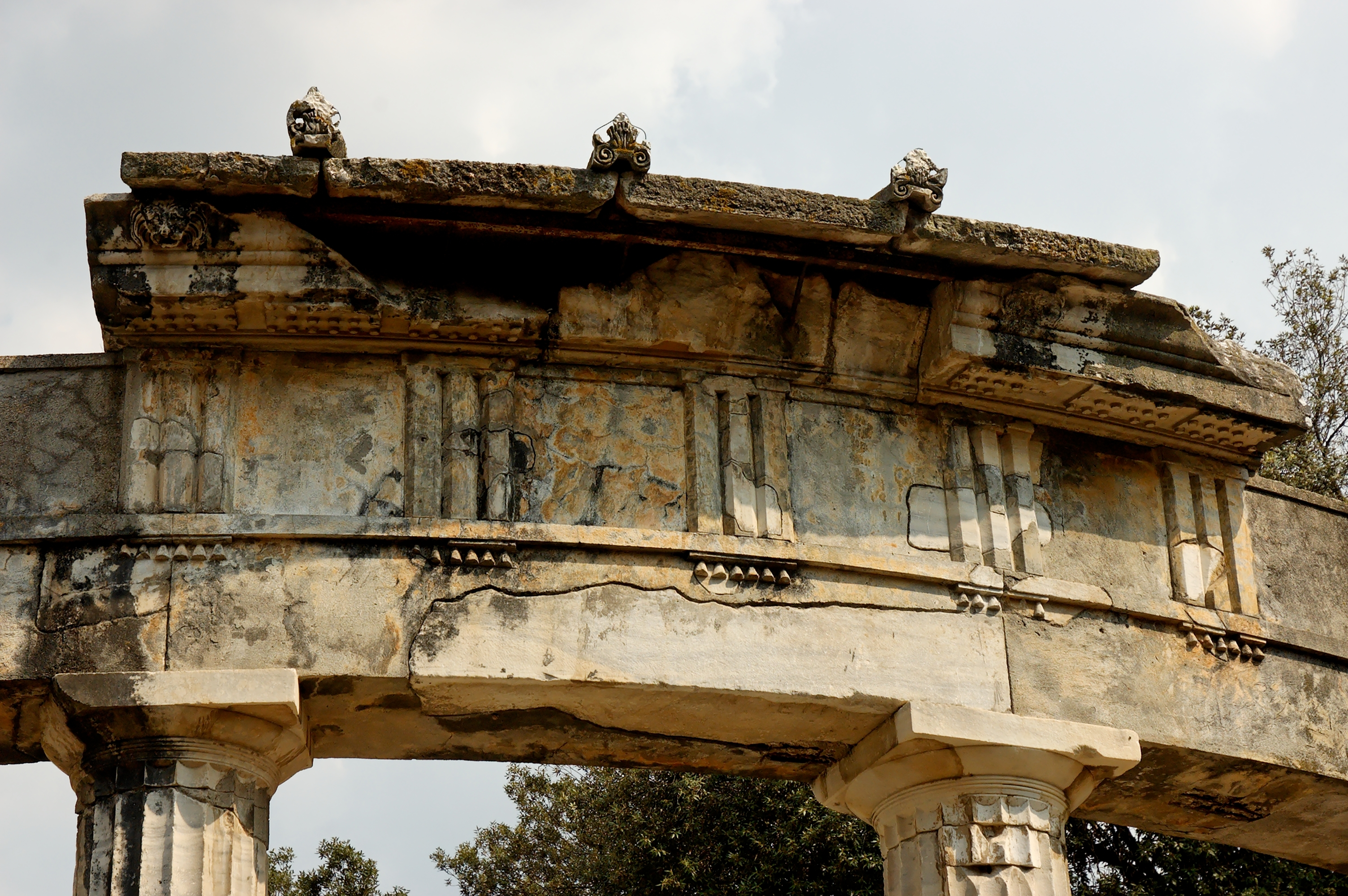
Templul lui Venus de la Vila lui Hadrian din Tivoli (Italia), detaliu al acoperișului
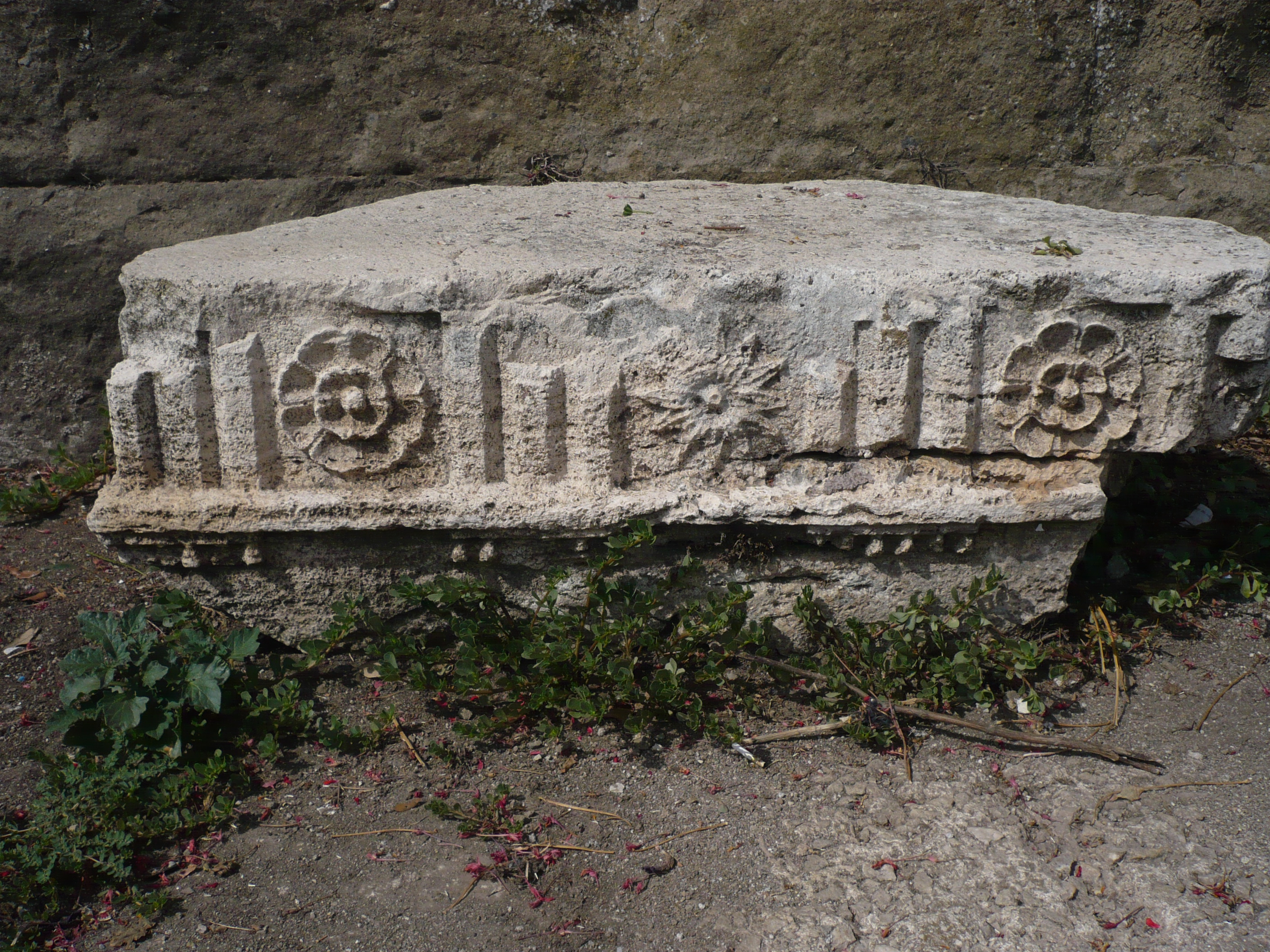
Fragment al unei frize romane antice, în Palestrina (Italia)
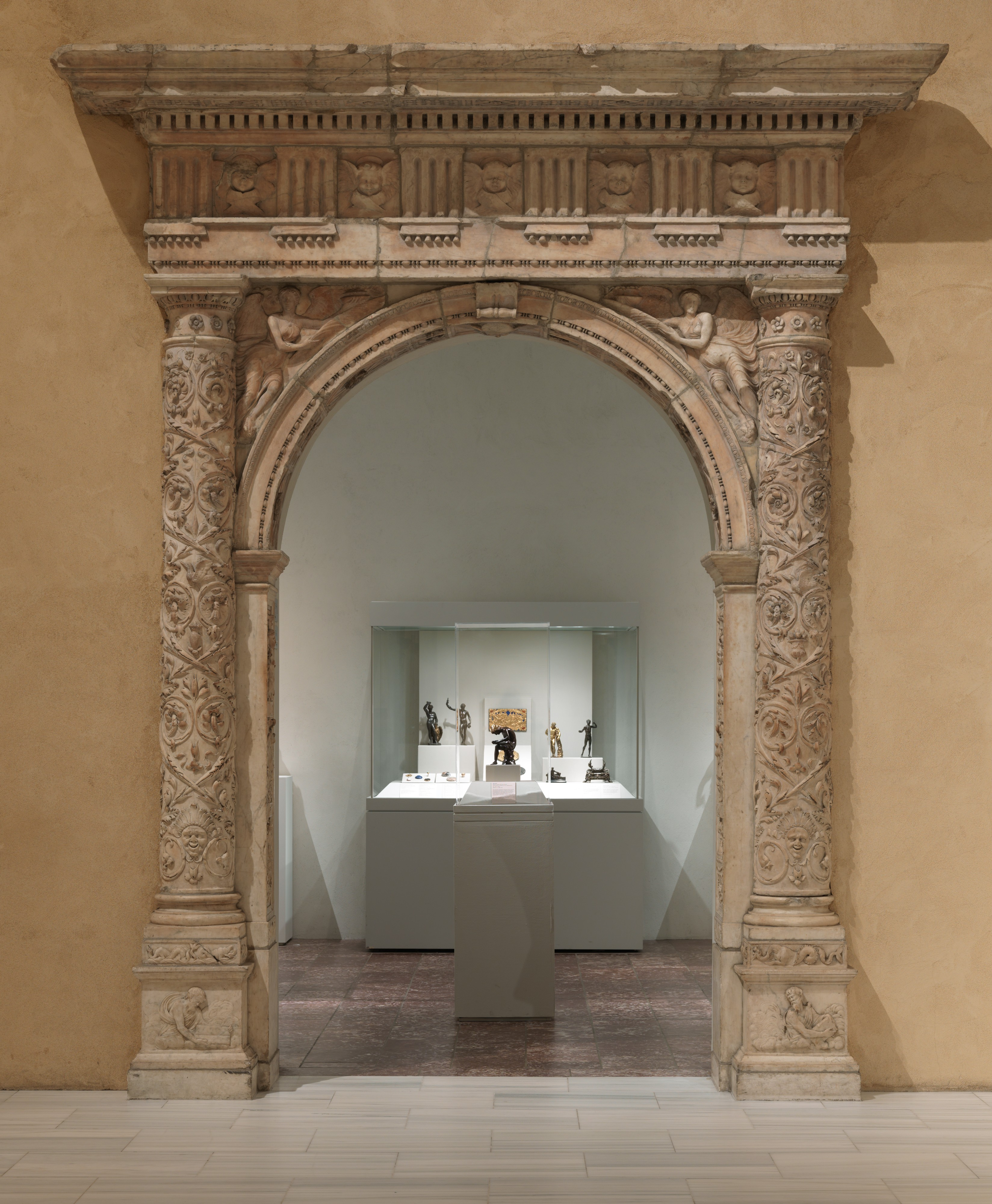
Ancadrament de marmură al unui altar renascentist, circa 1530-1550, în Muzeul Metropolitan de Artă (New York City)
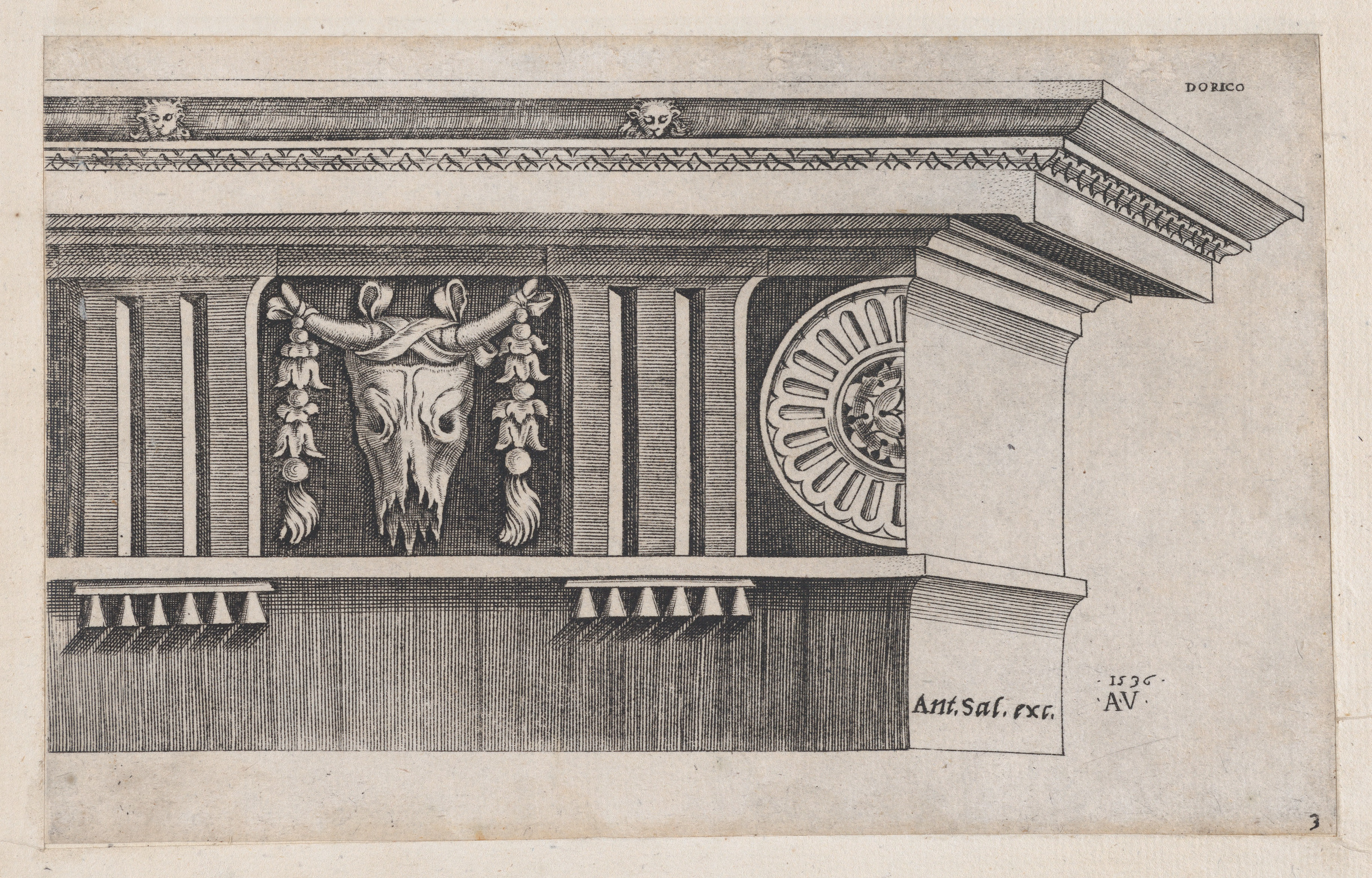
Gravură cu un antablament doric din Speculum Romanae Magnificentiae, 1536, în Muzeul Metropolitan de Artă
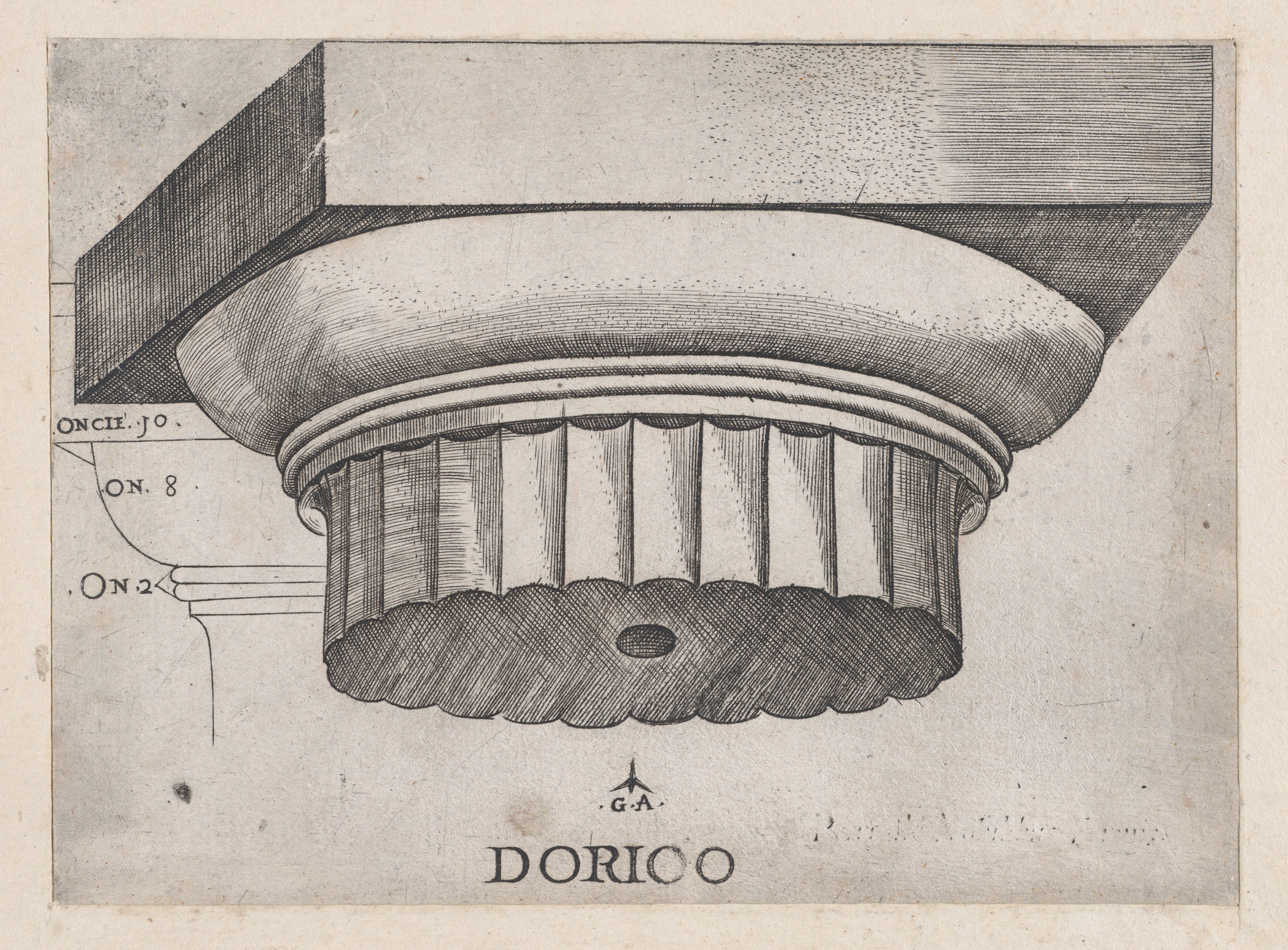
Gravură cu un capitel doric din Speculum Romanae Magnificentiae, circa 1537, în Muzeul Metropolitan de Artă
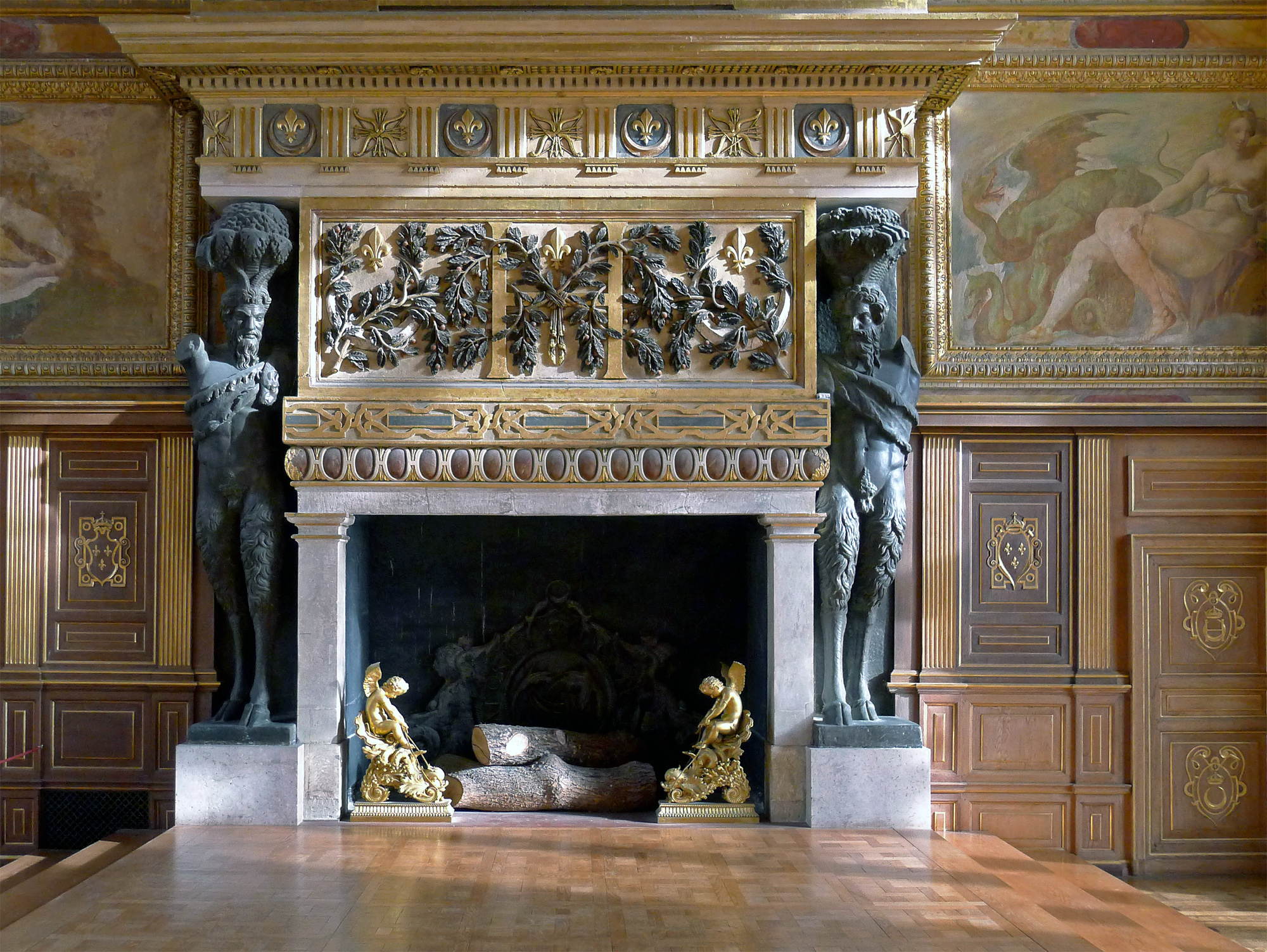
Șemineu, monumental din sala de bal a Castelului Fontainebleau (Franța), cu o friză dorică pe el
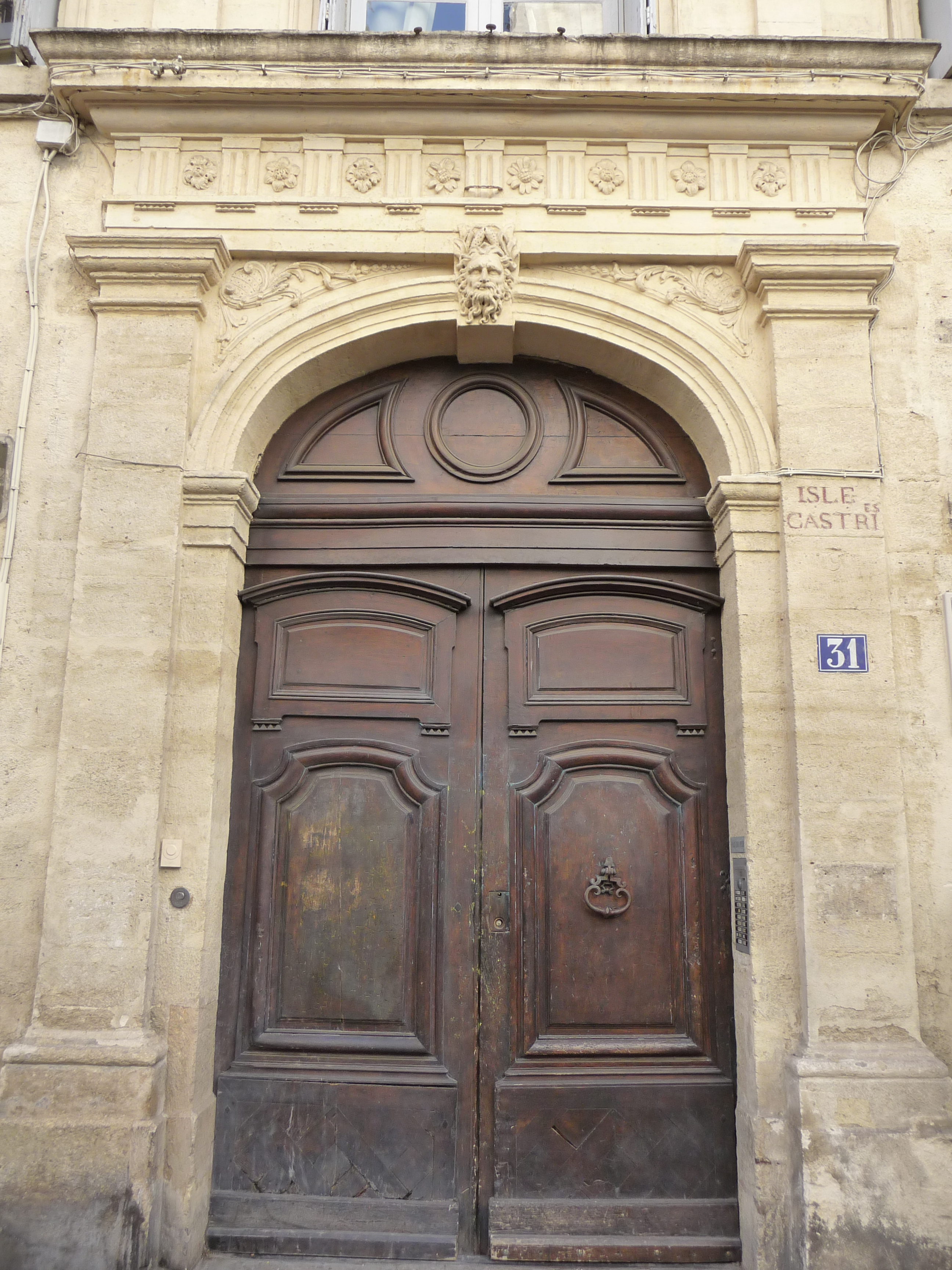
Ușă între o pereche de pilaștri dorici în Montpellier (Franța)
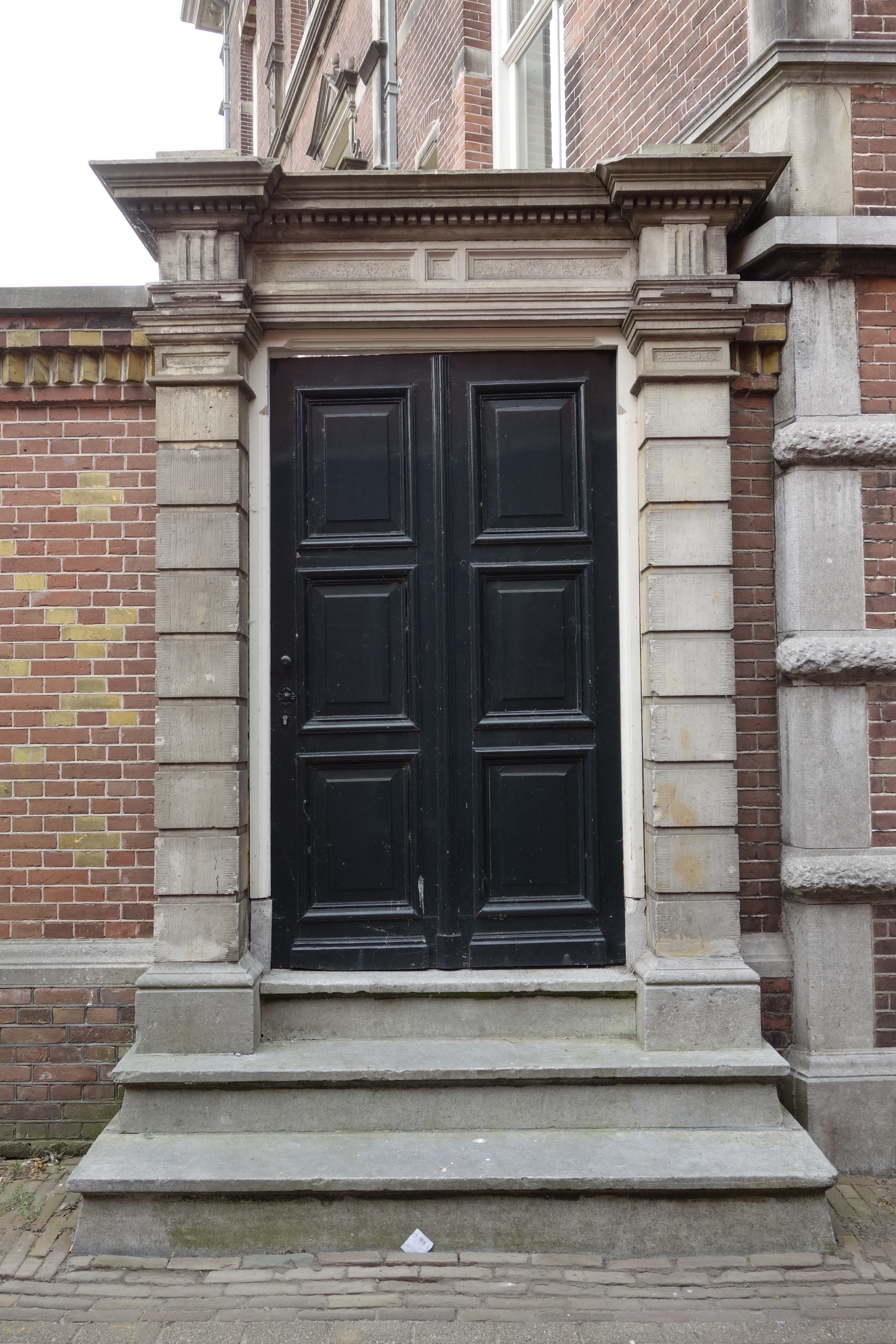
Ușă între o pereche de pilaștri dorici în Enkhuizen (Țările de Jos)
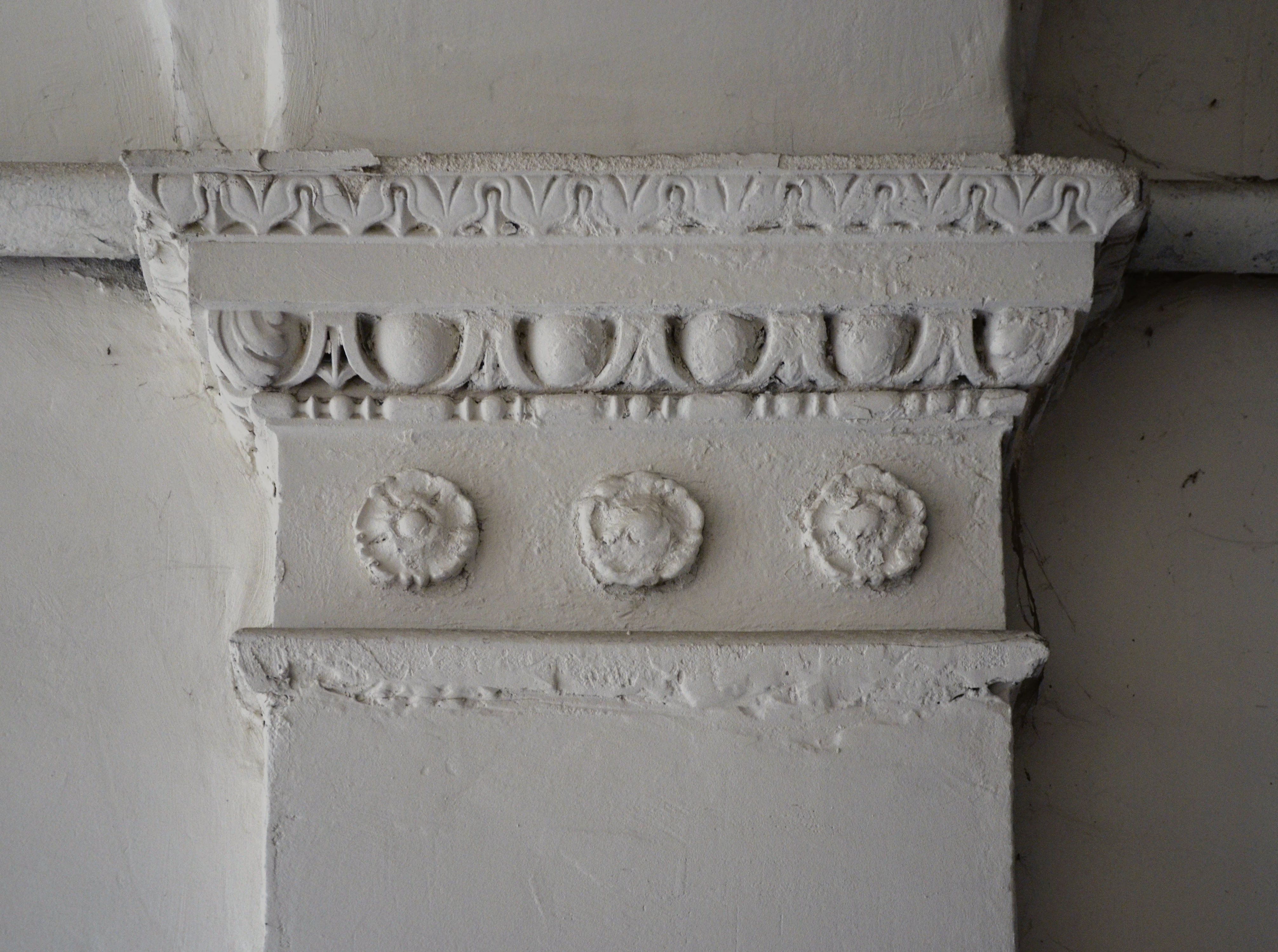
Capitelul unui pilastru doric din Liov (Ucraina)
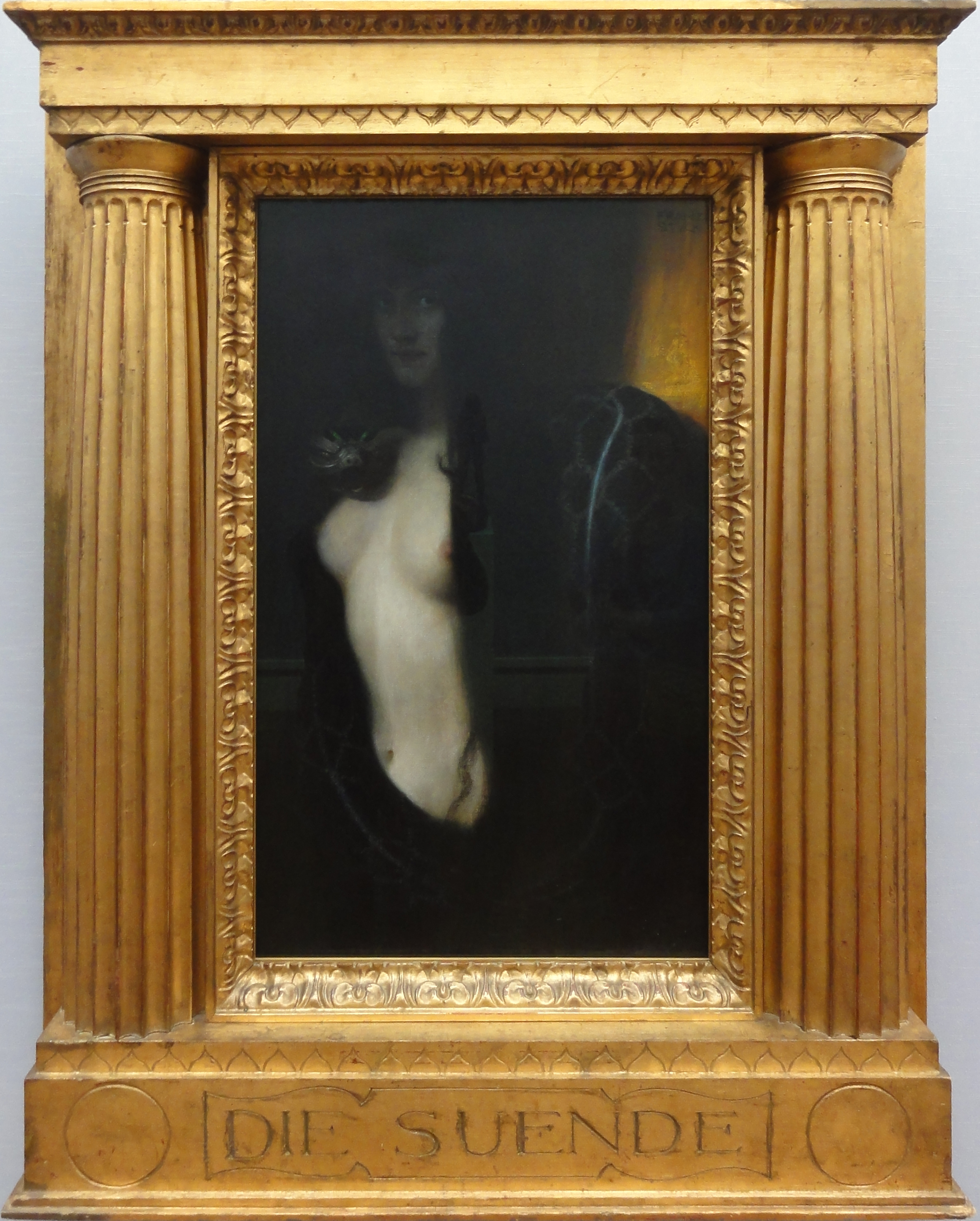
Die Sünde, de Franz Stuck, din 1893, într-o ramă cu o pereche de coloane dorice angajate
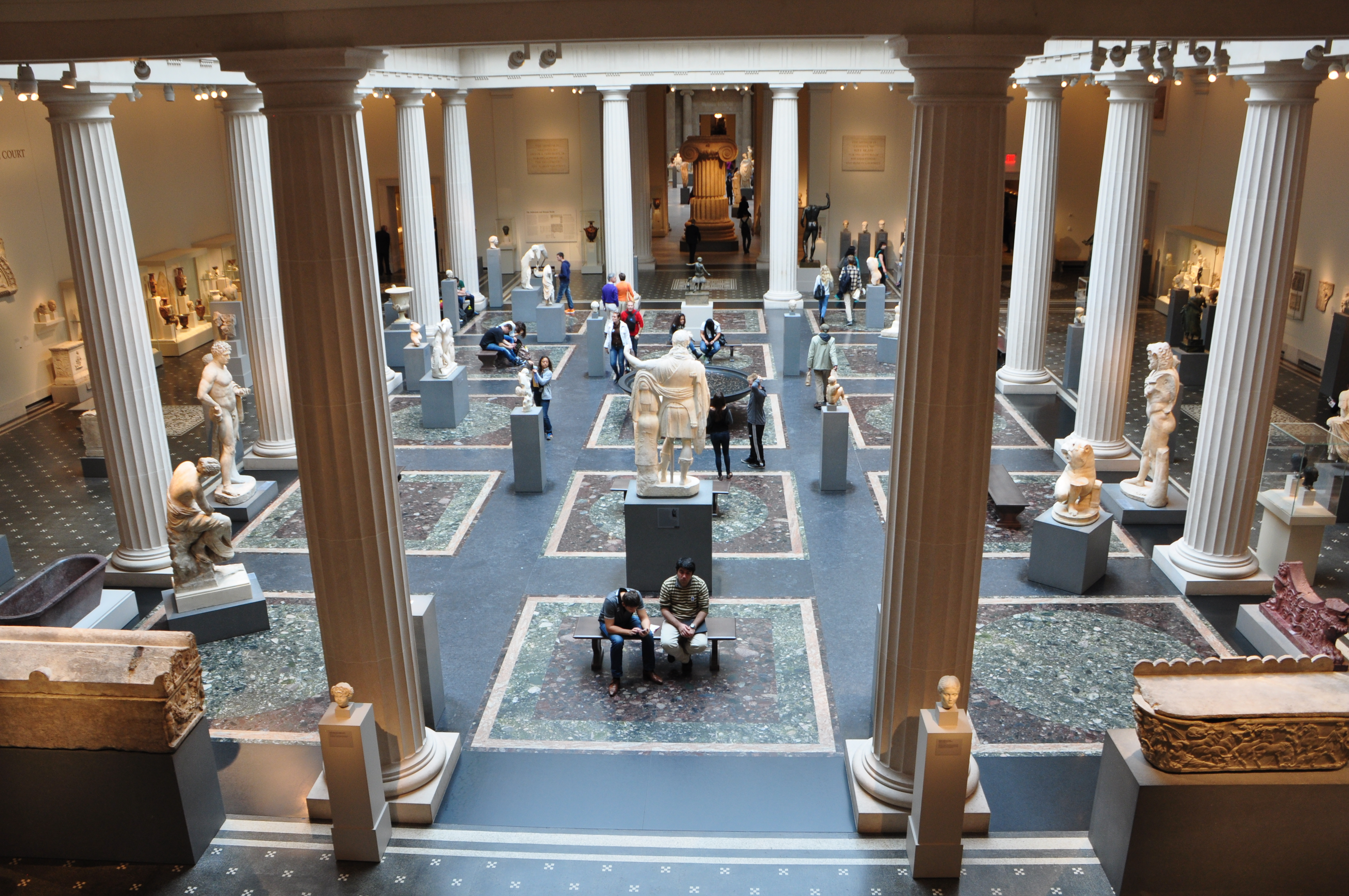
Interior al Muzeului Metropolitan de Artă, cu coloane dorice
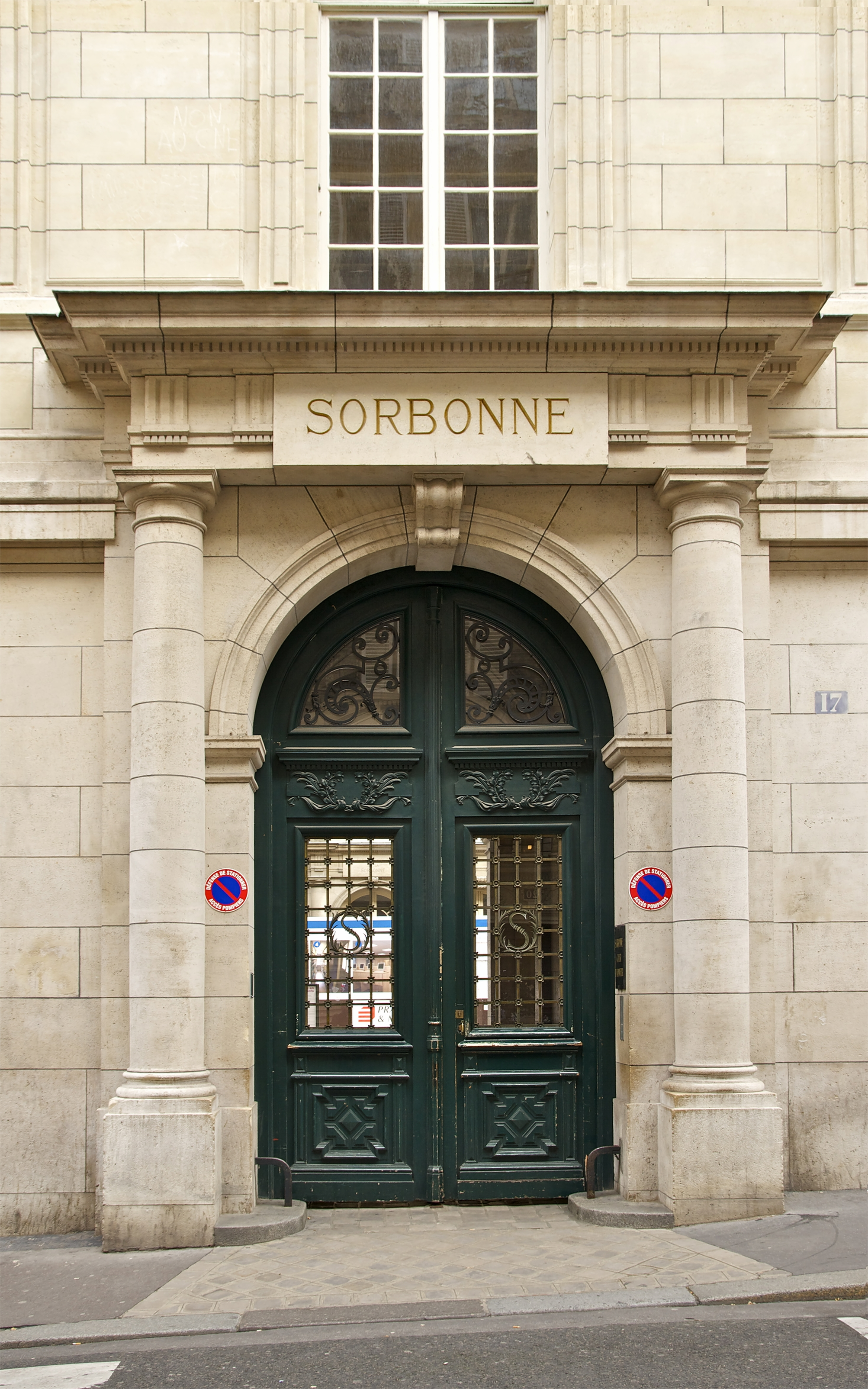
Intrarea La Sorbonne din Paris, cu o pereche de coloane dorice și un antablament cu triglife și metope goale

## Legături externe
Materiale media legate de Ordinul doric la Wikimedia Commons